# Starter for 10
Pour plus de détails, voir Fiche technique et Distribution.
Starter for 10 (Question à 10 au Québec) est un film britannique réalisé par Tom Vaughan et sorti en 2006.
Le scénario est adapté par David Nicholls de son roman Starter for Ten, dont le titre français est Pourquoi pas ?. Le film a été projeté en avant-première mondiale au Festival de Toronto en septembre 2006.

## Synopsis
En 1985, sur toile de fond du thatchérisme, Brian Jackson est étudiant en première année à l’université de Bristol. Emmagasinant compulsivement la moindre bribe de culture générale, Brian regarde assidûment depuis son enfance le jeu télévisé University Challenge. Cette émission, dont le slogan est « Here's your starter for 10 », voit s’affronter des équipes estudiantines dans des épreuves de quiz. À peine arrivé à Bristol, il saisit l'occasion de rejoindre l’équipe locale de University Challenge.
Il tombe rapidement amoureux de sa séduisante coéquipière Alice, bien qu’il partage plus de points communs avec son amie Rebecca, adepte de la contre-culture.

## Fiche technique
- Titre : Starter for 10
- Titre québécois : Question à 10
- Réalisateur : Tom Vaughan
- Scénario : David Nicholls d'après son roman
- Chef opérateur : Ashley Rowe
- Décors : Sarah Greenwood
- Montage : Jon Harris et Heather Persons
- Musique : Blake Neely
- Producteurs : Gary Goetzman, Tom Hanks et Pippa Harris
- Sociétés de production : Playtone, HBO Films et BBC Films
- Sociétés de distribution : Icon Film Distribution (Royaume-Uni) et Picturehouse (États-Unis)
- Pays :  Royaume-Uni
- Langue : anglais
- Durée : 92 minutes
- Dates de sortie : 
  - Royaume-Uni : 10 novembre 2006
  - États-Unis : 23 février 2007

## Distribution
- James McAvoy (VF : Emmanuel Garijo ; VQ : Nicolas Charbonneaux-Collombet) : Brian Jackson
- Alice Eve (VF : Barbara Beretta ; VQ : Violette Chauveau) : Alice Harbinson
- Rebecca Hall (VF : Chantal Baroin ; VQ : Pascale Montreuil) : Rebecca Epstein
- Dominic Cooper (VF : Alexandre Crépet ; VQ : Sébastien Delorme) : Spencer
- Catherine Tate (VF : Élisabeth Fargeot ; VQ : Élise Bertrand) : Julie Jackson
- James Corden (VF : Fabrice Trojani) : Tone
- Simon Woods (VF : Cédric Dumond ; VQ : François Sasseville) : Josh
- Benedict Cumberbatch (VF : Ludovic Baugin ; VQ : Martin Watier) : Patrick Watts
- Elaine Tan (VF : Audrey Botbol) : Lucy Chang
- Charles Dance (VF : Philippe Dumond) : Michael Harbinson
- Lindsay Duncan (VF : Marie Lenoir) : Rose Harbinson
- Mark Gatiss (VF : Constantin Pappas ; VQ : Denis Mercier) : Bamber Gascoigne
- John Henshaw (VF : Bernard Billet) : Dess
- Guy Henry (VF : Éric Legrand ; VQ : Patrick Chouinard) : Dr. Morrison
- Ian Bonar (VF : Taric Mehani) : Colin
- Raj Ghatak : Nigel De Havilland
- James Gaddas : le père de Brian

Source et légende : Version Québécoise (VQ) sur Doublage Québec.